# Anneau semi-primitif
En algèbre, un anneau est dit semi-primitif (ou Jacobson-semi-simple, ou J-semi-simple) si son radical de Jacobson est l'idéal nul.
C'est un type d'anneau plus général que celui d'anneau semi-simple, mais dont les modules simples fournissent suffisamment d'informations sur l'anneau.

## Propriétés
- Un anneau {\displaystyle R} est semi-primitif si et seulement si pour tout {\displaystyle x\in R^{*}}, il existe {\displaystyle y\in R} tel que {\displaystyle yx+1\notin R^{\times }} (le groupe des inversibles de {\displaystyle R}) ou encore si pour tout idéal non nul {\displaystyle I} de {\displaystyle R}, {\displaystyle 1+I\not \subset R^{\times }}[1].
- Un anneau est semi-primitif si et seulement s'il a un module à gauche semi-simple fidèle ou, ce qui est équivalent, s'il a un module à droite semi-simple fidèle.
- Un anneau est semi-primitif si et seulement s'il est produit sous-direct (en) d'anneaux primitifs (en). Ces derniers sont décrits par le théorème de densité de Jacobson (en).
- En particulier :
  - un anneau commutatif est semi-primitif si et seulement s'il est produit sous-direct de corps[2] ;
  - tout produit sous-direct d'anneaux unitaires simples[3] est semi-primitif, mais la réciproque est fausse (voir infra).
- Un anneau est semi-simple si et seulement s'il est semi-primitif et artinien à gauche[4]. De tels anneaux sont parfois dits « artiniens semi-simples »[5].

## Exemples
- Tout anneau intègre {\displaystyle R} tel que {\displaystyle |R|>|R^{\times }|} est semi-primitif[6]. Par exemple : l'anneau des entiers et celui des entiers de Gauss sont semi-primitifs[7].
- L'anneau des entiers algébriques de tout corps de nombres est semi-primitif[8].
- Plus généralement, toute algèbre de type fini intègre sur un anneau semi-primitif intègre est semi-primitive[9].
- L'anneau des entiers algébriques est semi-primitif[10].
- L'anneau {\displaystyle C(X)} des fonctions continues d'un espace topologique {\displaystyle X} dans {\displaystyle \mathbb {R} } est semi-primitif[11] (car pour chaque point {\displaystyle x} de {\displaystyle X}, l'idéal des fonctions nulles en {\displaystyle x} est maximal). De même, l'anneau des fonctions entières est semi-primitif[12].
- Tout produit d'anneaux semi-primitifs est semi-primitif[13].
- L'anneau des endomorphismes d'un espace vectoriel de dimension dénombrable est semi-primitif mais n'est pas un produit sous-direct d'anneaux simples[14].
- Tout anneau régulier au sens de von Neumann (en) est semi-primitif.